# Res en comú
Res en comú (títol original: Nothing in Common) és una pel·lícula dramàtica de 1986, dirigida per Garry Marshall i protagonitzada per
Tom Hanks i Jackie Gleason. Aquesta és l'última pel·lícula de Jackie Gleason. Ha estat doblada al català.

## Argument
A David Basner la sort li somriu. Té un important treball com a director creatiu d'una agència de publicitat, guanya molts diners i està sempre envoltat de dones. No obstant això, la seva vida canvia quan el seu pare li comunica per telèfon que la seva esposa, la mare de David, l'ha abandonat després de 34 anys de matrimoni. David haurà de repartir la seva vida entre la seva mare, feliç d'haver recuperat la seva independència, i el seu recentment jubilat pare, un home cabut i poc sentimental.

## Repartiment
| Actor           | Personatge           |
| --------------- | -------------------- |
| Tom Hanks       | David Basner         |
| Jackie Gleason  | Max Basner           |
| Eva Marie Saint | Lorraine Basner      |
| Hector Elizondo | Charlie Gargas       |
| Barry Corbin    | Andrew Woolridge     |
| Bess Armstrong  | Donna Mildred Martin |
| Sela Ward       | Cheryl Ann Wayne     |
| John Kapelos    | Roger                |